# Damien Demento
Phillip Theis (New York, 25 giugno 1958) è un ex wrestler e scultore statunitense.
Ebbe il suo momento di massima notorietà all'inizio degli anni novanta nella World Wrestling Federation dove combatteva con il ring name Damien Demento
Come Damien Demento, Theis lottò nel main event della prima puntata di WWF Monday Night Raw l'11 gennaio 1993, perdendo contro The Undertaker.

## Carriera

### Inizi (1987–1992)
Dopo un periodo di allenamento con Johnny Rodz, Theis debuttò nel circuito indipendente nel 1987 con lo pseudonimo "Jonn Reinhart". Successivamente cambiò nome in "Mondo Kleen". Nel settembre 1992, lottò per breve tempo nella World Championship Wrestling come "Mando Phil".

### World Wrestling Federation (1992–1993)
Su segnalazione dei Bushwhackers che fornirono un nastro di un'intervista di Theis alla dirigenza, la World Wrestling Federation decise di metterlo sotto contratto. Theis, ancora con il ring name Mondo Kleen, debuttò in WWF nel corso di un house show svoltosi il 2 ottobre 1992, perdendo un match contro Jeff Jarrett. Nella puntata del 12 ottobre di Superstars of Wrestling, Theis debuttò sul ring con la nuova identità di "Damien Demento", un pittoresco wrestler heel mentalmente disturbato. Sconfisse Steve May. Il 28 ottobre 28 a Wrestling Challenge, sconfisse Jim Brunzell.
L'11 gennaio 1993, Demento perse contro Undertaker nel main event della prima puntata di Monday Night Raw. In seguito, fece la sua unica apparizione nel corso di un pay-per-view alla Royal Rumble del 1993 resistendo sul ring per più di 12 minuti prima di essere eliminato da Carlos Colón. A seguito dello scarso successo riscosso dal suo personaggio, Demento lasciò la WWF nell'ottobre 1993.

### Circuito indipendente (1993–1994; 2008–presente)
Dopo un breve periodo passato a lottare in alcune federazioni locali facenti parte del circuito indipendente, nel 1994 Theis si ritirò dal wrestling. L'8 novembre 2008 fece un breve ritorno sul ring come "Damien Demento", sconfiggendo The Musketeer in un match per la Unpredictable Wrestling, un mese dopo i due ebbero un rematch dove questa volta fu Demento ad essere sconfitto.
Il 24 settembre 2011 fu occasione di un secondo sporadico ritorno, questa volta come "Mondo Kleen" e sconfiggendo Steven Person in uno Steel Cage Match della WUW durante il Dumbo Arts Festival.
Il 29 ottobre 2011, Damien Demento sconfisse il campione WUW Trophy "Izzy" Israel Joffe allo show WUW October vincendo la cintura WUW Trophy Championship. Il 10 dicembre 2011, Israel Joffe sconfisse Damien Demento all'evento WUW December riconquistando il titolo.
Nel 2014, Demento fece qualche apparizione nella World Wrestling Organization.

## Vita privata
Dopo il ritiro dall'attività di wrestler, Theis divenne uno scultore.

## Personaggio
- Mossa finale
  - Jumping knee drop[14]

## Titoli e riconoscimenti
- International Wrestling Federation
  - IWF Heavyweight Championship (1)
- International World Class Championship Wrestling
  - IWCCW Heavyweight Championship (1)[15]
- World of Unpredictable Wrestling
  - WUW Trophy Championship (1)
- Pro Wrestling Illustrated
  - 216º nella lista dei migliori 500 wrestler singoli nei PWI 500 del 1992[16]